# Tropiocolotes scortecci
Tropiocolotes scortecci là một loài thằn lằn trong họ Gekkonidae. Loài này được Cherchi & Spano mô tả khoa học đầu tiên năm 1963.